# نوایگان
نوایگان، روستایی در دهستان قلعه بیابان بخش جنت شهرستان داراب در استان فارس ایران است.
در ۴۷ کیلومتری شرق شهرستان داراب واقع شده‌است. ارتفاع آن از سطح دریا به ۱۶۱۸ متر می‌رسد.
کوه‌های این ناحیه دنباله رشته کوه زاگرس است و قله‌های معروفی چون کوه قبله، سه چاه و میانکوه در آن دیده می‌شود که ارتفاع این قله‌ها از ۱۸۶۵ متر ارتفاع تجاوز می‌کند.

## جمعیت
بر پایه سرشماری عمومی نفوس و مسکن در سال ۱۳۹۵، جمعیت این روستا برابر با ۱٬۳۹۱ نفر (۴۶۹ خانوار) بوده است.